# Hofcalvinismus
Hofcalvinismus ist ein Begriff aus der Geschichtswissenschaft der Frühen Neuzeit. Er kennzeichnet eine gesellschaftliche Struktur, in der am Fürstenhof der Calvinismus bzw. die reformierte Konfession vorherrscht, während  die Untertanen fast vollständig einer anderen Konfession angehören.    
Als herausragendes Beispiel für den Hofcalvinismus gilt das Kurfürstentum Brandenburg, dessen Bevölkerung nach der Konversion von Kurfürst Johann Sigismund zur reformierten Kirche im Jahr 1613 von wenigen Ausnahmen abgesehen dauerhaft beim Luthertum verblieb. 
Der Begriff ist in der Forschung nicht unumstritten, da er die häufig lokal sehr einflussreichen Personen oder Personengruppen (Adlige mit ihren Gutshöfen, ausländische Händler, reformierte Exulanten) calvinistischer Konfession außer Acht lässt.